# Rocquaine Bay
Rocquaine Bay är en vik i kronbesittningen Guernsey. Den ligger i den västra delen av landet.